# Conquista di Tripoli (1510)
La conquista di Tripoli nel 1510 va inserita, insieme con la Conquista di Tunisi nel 1535, nelle operazioni militari eseguite dalla Spagna nel Mediterraneo per fronteggiare la costante minaccia turca.

## Antefatto
Nell'autunno del 1509, Don Pietro Navarro conte di Alvito, partito da Cartagena al comando di una spedizione organizzata dall'Inquisitore generale di Castiglia e León Francisco Jiménez de Cisneros, riuscì a espugnare le città di Orano (di cui venne fatto governatore) il 17 maggio e Bugia il 6 gennaio 1510, giungendo così nel luglio seguente presso Tripoli.

## Svolgimento della battaglia
La mattina di giovedì 25 luglio 1510, giorno di San Giacomo, la flotta spagnola guidata dal conte di Alvito giunse davanti a Tripoli. Dalle navi spagnole sbarcarono circa 6 000 fanti, dei quali metà furono impiegati nell'assedio della città, mentre gli altri rimasero di guardia all'accampamento per prevenire un eventuale attacco ottomano dall'entroterra. Con il concorso dei pezzi d'artiglieria delle navi, gli assalitori espugnarono in breve tempo la ricca città maghrebina.

### Il contributo siciliano
Notevole il contributo dell'aristocrazia siciliana: l'esercito siciliano guidato dal viceré Ugo di Moncada, grazie al successo dell'impresa, riuscì ad assicurare alla Sicilia una considerevole fonte di approvvigionamento derivata dalle tasse sulla vendita degli schiavi.

## Conseguenze
La conquista di Tripoli gonfiò d'orgoglio i cristiani che in settembre tentarono invano la conquista di Gerba; a Bologna, il Legato pontificio invitò con un proclama i cittadini a esprimere giubilo per l'occupazione di tale "terra populosissima". L'amministrazione di Tripoli, dopo la conquista spagnola, risultò strettamente connessa con quella della Sicilia, che aveva l'onere di mantenere la piazzaforte maghrebina; il successo della campagna comportò inoltre l'arrivo di schiavi giudei in Sicilia e in Spagna poi rivenduti nel mercato degli schiavi con lauti guadagni . Copioso fu inoltre l'arrivo a Tripoli di maestranze siciliane, in particolare da Messina, per i lavori di manutenzione della fortezza costruita dagli spagnoli. Nel 1523 Tripoli, insieme con le isole di Malta e Gozo venne assegnata da Carlo V ai Cavalieri di San Giovanni, che erano stati espulsi dagli Ottomani dalla loro roccaforte sull'isola di Rodi. L'Ordine di Malta tenne la città - non senza difficoltà - fino al 1551, quando la piazzaforte fu riconquistata dagli Ottomani, guidati dagli ammiragli turco-barbareschi Sinan e Dragut.